# San Francisco (Bobby Solo)
San Francisco è il quinto album discografico di Bobby Solo, pubblicato in Italia nel 1967.

## Descrizione
Il titolo in copertina è "San Francisco, Non c'è più niente da fare e altri successi di Bobby Solo": in realtà, pur racchiudendo alcune canzoni già note perché pubblicate in precedenza su 45 giri (come Non c'è più niente da fare, Serenella, Canta ragazzina e Verde), il disco presenta anche brani inediti.
Peek-a-boo, cover di un successo della The New Vaudeville Band, venne pubblicata su 45 giri agli inizi di settembre, con sul retro Rosa rosa, cover di Rosie dello stesso gruppo; al momento dell'uscita dell'album, Peek-a-boo venne stampata come lato B del nuovo singolo, che sul lato A aveva proprio la title track, San Francisco, cover di un successo di Scott McKenzie (ma scritta da John Phillips, il leader dei Mamas & Papas).
Tra gli inediti, vi è una cover di un successo dell'idolo di Bobby Solo, Elvis Presley, Can't help falling in love (tradotto da Gianni Sanjust e basato sulla musica di Plaisir d'amour di Jean Paul Egide Martini), una canzone, Però, scritta da Gian Pieretti e Ricky Gianco, una cover di Somewhere, tratta dal musical West Side Story, ed una canzone, In una vecchia cattedrale, scritta da uno dei componenti del gruppo La Nuova Cricca, Basilio Filacchioni.
Al disco collaborano come arrangiatori Detto Mariano (che cura San Francisco, Peek-a-boo, Rosa Rosa e Non c'è più niente da fare), Iller Pattacini (che si occupa di Canta ragazzina, Serenella e Verde) e Gianni Marchetti (che arrangia le rimanenti canzoni).
Il brano Serenella verrà stampato nel 1984 in una versione inedita registrata da Luigi Tenco.
L'album è stato ristampato in CD dalla BMG nel 1999.

## Tracce
LATO A
1. San Francisco - (testo italiano di Mogol; testo originale e musica di John Phillips) - 2:57
2. Canta ragazzina - (testo di Claudio Marcello De Pedrini; musica di Carlo Donida e Iller Pattacini) - 3:13
3. Peek-a-boo - (testo di Danpa; testo originale e musica di John Carter e Geoff Stephens) - 2:21
4. Te ne vai - (testo di Gianni Sanjust; testo originale e musica di George David Weiss, Hugo Peretti e Luigi Creatore) - 2:56
5. Rosa rosa - (testo di Danpa; testo originale e musica di John Carter e Geoff Stephens) - 2:22
6. Serenella - (testo di Mogol; musica di Carlo Donida) - 3:23

LATO B
1. Non c'è più niente da fare - (testo di Gianni Sanjust; musica di Roberto Satti, Giosy e Mario Capuano) - 3:00
2. Come sempre - (testo di Gianni Sanjust; musica di Roberto Satti e Mario Capuano) - 3:46
3. Però - (testo di Gian Pieretti; musica di Ricky Gianco) - 2:03
4. Lontanissimo - (testo di Devilli; testo originale di Stephen Sondheim; musica di Leonard Bernstein) - 2:24
5. Verde - (testo di Gianni Sanjust; musica di Roberto Satti e Mario Capuano) - 2:01
6. In una vecchia cattedrale - (testo di Carlo Claroni e Basilivan; musica di Basilivan) - 3:17